# Lev Berezner
Lev Aleksandrovitsj Berezner (Russisch: Лев Александрович Березнер) (Obninsk, 6 juni 1970) is een Russisch voetballer. Hij is in 1999 gestopt met voetballen.
Hij begon zijn carrière bij Dinamo Moskou en heeft in zijn hele carrière 80 keer gescoord.